# Cotopaxi
Cotopaxi je s 5897 m druga najviša planina u Ekvadoru i jedan od najaktivnijih vulkana na svijetu. Nalazi se ca. 50 km južno od grada Quitoa.
Iako je aktivan, jedan je od najposjećenijih vrhova u Južnoj Americi.
Cotopaxi znači prevedeno "prijestolje mjeseca". 

## Vanjske poveznice
- Ekvador